# Ljubljanska opera
Ljubljanska opera je operna hiša, ki stoji ob križišču Župančičeve ulice in Cankarjeve ceste v Ljubljani. Poslopje je bilo zgrajeno kot Deželno gledališče, danes pa v njem domuje Slovensko narodno gledališče Opera in balet Ljubljana.

## Zgodovina gradnje opere
Stavba je bila zgrajena leta med letoma 1890 in 1892 v neorenesančnem slogu po načrtih čeških arhitektov Jana Vladimírja Hráskýja in Antona Hrubyja. Projekte je pripravil deželni stavbni urad, ki je zahteval racionalno rešitev. Gradbena dela so bila oddana na licitaciji ljubljanskemu podjetju Gustava Tönniesa, tudi kamnoseška dela so pridobili domači obrtniki, nekaj zahtevnejših del pa tujci.
Po požaru gledališča na mestu današnje stavbe Slovenske filharmonije je bilo v zgradbi sprva Deželno gledališče, po izgradnji Nemškega gledališča (današnja Drama) pa so v njej potekale predvsem operne prireditve. 

## Prenova poslopja
Zaradi dotrajanja in prostorske stiske je bil leta 1998 objavljen javni natečaj za obnovo in dograditev. Za celostno prenovo in dozidavo operne hiše je bil na natečaju kot osnova izbran projekt arhitektov Jurija Kobeta in Marjana Zupanca. Po načrtu so zgradili velik modernistični prizidek na hrbtni strani operne stavbe in obnovili njen stari del. Pod njim so zgradili tudi dva podzemna vstopno-izstopna atrija in povečali orkestrsko odprtino ter oder. Tako se je površina stavbe s 3.500 povečala na 10.500 kvadratnih metrov.
Predvideno zaprtje stavbe se je zaradi številnih zapletov (vdori vode in stečaji gradbenih podjetij) iz predvidenih dveh let podaljšalo na šest let, stroški obnove in dozidave pa so znašali več kot 43 milijonov evrov. Dela sta s podizvajalci izvajali podjetji Vegrad in SCT.
Slovesno odprtje prenovljenega poslopja je bilo 10. decembra 2011 s koncertom, ki so ga poimenovali Zlitje stoletij. Pokrovitelj koncerta je bil predsednik države Danilo Türk.
Prvotni glavni vhod v operno stavbo je z Župančičeve ulice.

## Arhitektura
V fasadnih nišah sta kipa, ki predstavljata alegoriji tragedije in komedije. Stavbi daje njeno značilno zunanjo podobo predvsem bogato okrašeno pročelje z jonskimi stebri nad vhodom, ki podpirajo mogočen timpanon. V nišah ob glavnem vhodu sta postavljena kipa Komedije in Tragedije. Nad timpanonom stoji alegorija genija z Opero in Dramo. Ti kipi so delo Alojzija Gangla. Vse ostalo okrasje so izdelali tuji umetniki.
Ob pročelju zgradbe stojita doprsna kipa slovenskih gledaliških pionirjev, Ignacija Borštnika (1858-1919) in Antona Verovška (1866-1914). Kipa sta delo akademskega kiparja Franceta Kralja. Ob Cankarjevi cesti je tudi kip Julija Betteta, (1885-1963), slovenskega basista, ki ga je izdelal Stojan Batič s pomočjo Julijana Renka.
Dvorana je podkvaste oblike in obdana z obokanimi hodniki, ki vodijo do stopnišč. Poleg parterja so na obodu dvorane parterne lože in lože v nadstropju, sledi balkon in galerija, za njo pa še stojišča. Prostori za garderobo obiskovalcev so v avli in ob parternih ložah.

## Zgodovina gledališča
V Deželnem gledališču so od leta 1892 dalje uprizarjali dramske in operne predstave. Opera je imela stalne dirigente, soliste in zbor, glasbeniki pa so bili najeti vojaški, od leta 1908 pa člani takrat ustanovljene Slovenske filharmonije. Leta 1911 se je nemško gledališče preselilo v novo stavbo (današnjo Dramo). V času prve svetovne vojne ni bilo predstav, v stavbi je bil kino Central. Spomladi leta 1918 je Gledališki konzorcij prevzel aktivnosti, da bi v sezoni 1918/19 začel ponovno delovati slovenski oder. Izvajali so predvsem francoske in italijanske opere, nekaj pa tudi slovanskih. Spomladi 1919 je začel delovati tudi balet.

### Krstne predstave
V stavbi je svojo krstno predstavo doživelo veliko slovenskih opernih del: 
- Ipavec: Teharski plemiči (1892)
- Parma: Urh, grof celjski (1895)
- Parma: Ksenija (1897)
- Savin: Poslednja straža (1907)
- Savin: Lepa Vida (1909)
- Parma: Zlatorog (1921)
- Savin: Gosposvetski sen (1923)
- Gerbič: Nabor (1925)
- Sattner: Tajda (1927)
- Osterc: Iz komične opere (1928)
- Kogoj: Črne maske (1929)
- Bravničar: Pohujšanje v dolini Šentflorjanski (1930)
- Osterc: Medeja, Dandin v vicah (1932)
- Savin: Matija Gubec (1936)
- Švara: Kleopatra (1940)
- Bravničar: Hlapec Jernej in njegova pravica (1941)
- Kozina: Ekvinokcij (1946)
- Švara: Veronika Deseniška (1946)
- Polič: Mati Jugovičev (1947)
- Polič: Deseti brat (1951)
- Švara: Slovo od mladosti (1954)
- Švara: Ocean (1969)
- Božič: Ares-Eros (1971)
- Šivic: Cortesova vrnitev (1974)
- Simoniti: Partizanka Ana (1975)
- Šivic: Svitanja (1979)
- Osterc: Saloma (1979)
- Šivic: Samorog (1981)
- Golob: Krpanova kobila (1992)
- Ajdič: Brata (19. maj 2005)
- Golob: Ljubezen kapital (2012)

Ob stoletnici ljubljanske opere leta 1992 so krstno uprizorili slovensko opero Krpanova kobila Janija Goloba.